# Luís Loureiro
Luís Fernando da Graça Loureiro (Sintra, 4 de Dezembro de 1976) é um futebolista português que joga habitualmente a médio.

## Carreira como jogador
Foi jogador do plantel de futebol profissional do Sporting Clube de Portugal onde actuou como médio defensivo, foi comprado pelo Sporting ao Dínamo de Moscovo, da Rússia no início da época 2005/2006 e marcou um golo.
Na época de 2005/2006 foi emprestado ao Estrela da Amadora.
Antes da sua aventura russa, Luís Loureiro jogou no Sporting Clube de Braga (em 2004), Gil Vicente (de 2001/2002 a 2003/2004), C.D. Nacional em 2000/2001, Portimonense Sporting Clube (1999/00) e Sport União Sintrense (1996/97 a 1998/99), clube onde iniciou a sua carreira de futebolista profissional.
Até 2008 esteve no Chipre onde actuou no Anorthosis Famagusta FC. Mas no início da segunda metade da época 2007/2008 do campeonato português assinou pelo Boavista.
No início da época 2008/2009, e após os tumultos no clube axadrezado devido ao caso Apito Final, Luís decidiu mudar-se, e assinou pelo Portimonense Sporting Clube.